# (33971) 2000 NL14
2000 NL14 (asteroide 33971) é um asteroide da cintura principal. Possui uma excentricidade de 0.08158820 e uma inclinação de 5.30801º.
Este asteroide foi descoberto no dia 5 de julho de 2000 por LONEOS em Anderson Mesa.